# 니컬라 벌리
니컬라 벌리(Nichola Burley, 1986년 12월 26일 ~ )는 잉글랜드의 배우이다.

## 출연 작품
- 폭풍의 언덕 - 이사벨라 린튼 역
- 점프 - 그레타 역
- 트웬티8k - 안드레아 역
- 포 도즈 인 페릴
- 캐치 미 대디
- 린과 루시 - 루시 역